# Millersville (Tennessee)
Millersville város az Amerikai Egyesült Államok Tennessee államában, Robertson és Sumner megyében. Lakosainak száma 6299 fő (2020. április 1.).

## Népesség
A település népességének változása:
| Lakosok száma | 6440 | 7471 | 6299 |
|               | 2010 | 2012 | 2020 |